# 호콘 망누손

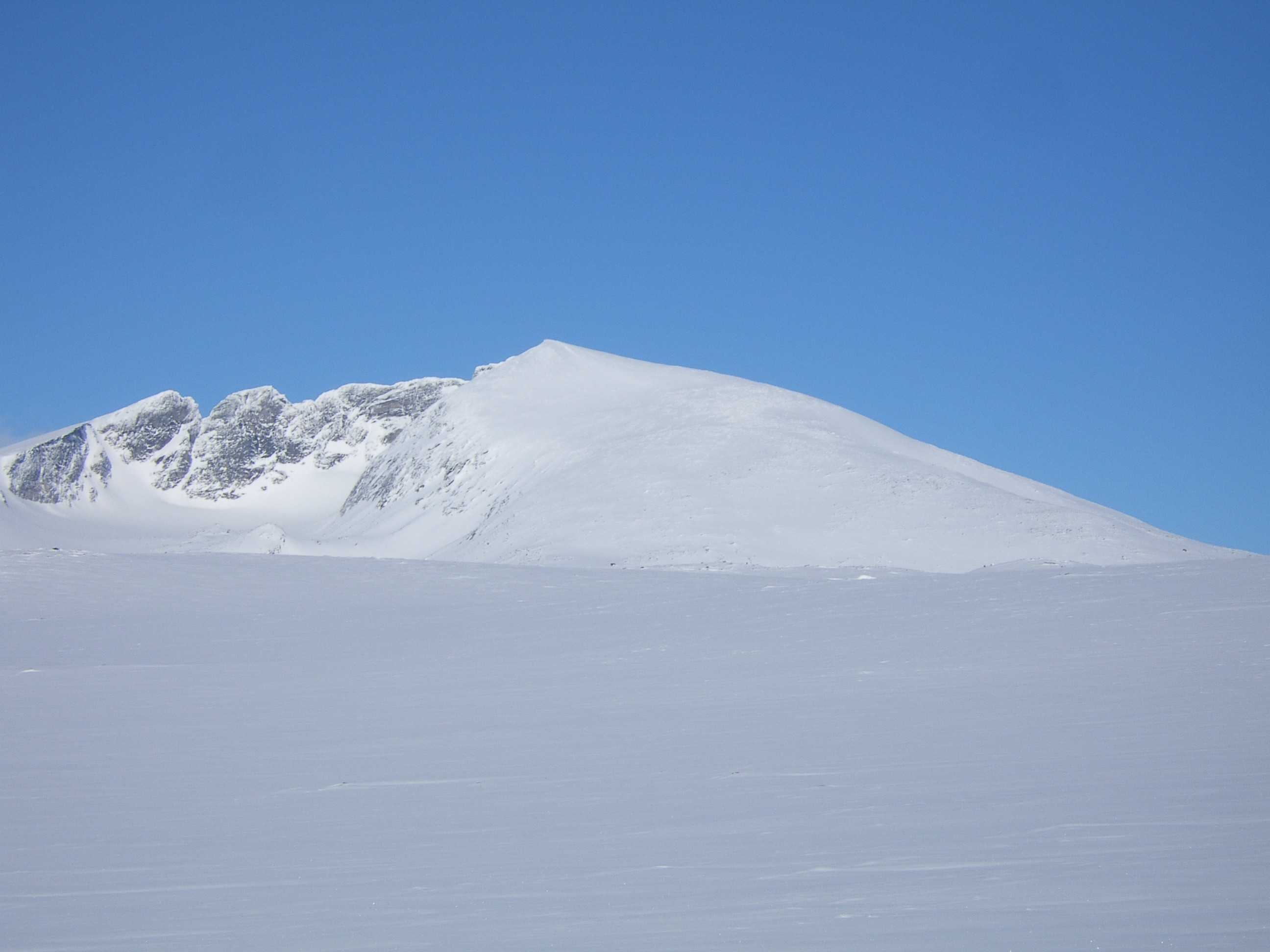

호콘 망누손(노르웨이어: Håkon Magnusson, 고대 노르드어: Hákon Magnússon, 1069년 ~ 1095년 2월)은 노르웨이의 국왕(재위: 1093년 ~ 1095년 2월)이다. 하르드라디 가 출신이며 토레의 양자 호콘(노르웨이어: Haakon Toresfostre 호콘 토레스포스트레[*], 고대 노르드어: Hákon Þórisfóstra)이라는 별칭으로 부르기도 한다.

## 생애
하랄 3세 국왕의 손자이자 망누스 2세 국왕의 아들이며 올라프 3세 국왕의 조카이기도 하다.
1069년 자신의 아버지인 망누스 2세가 사망하던 당시에 태어났으며 스테이그의 토레(Tore på Steig)의 양자로 성장했다. 1090년에는 바이킹의 비아르말란(Bjarmaland) 원정에 참여했다. 1095년 2월 도우레피엘(Dovrefjell) 산맥을 방문하던 도중에 사망했다.
| 전임 올라프 3세 | 노르웨이의 국왕 1093년 ~ 1095년 2월 | 후임 망누스 3세 |